# Manifattura Tabacchi (Torino)
La Manifattura Tabacchi di Torino è un edificio che ha ospitato una manifattura attiva per più di due secoli nella produzione di sigari, sigarette e trinciato da pipa. L'attività è cessata nel 1996. La struttura, situata nel quartiere Regio Parco, ospita attualmente una parte degli uffici amministrativi dell'Università.

## Storia
La prima Regia Fabbrica del Tabacco di Torino fu fondata nel 1740 nei locali di un'ex fornace in via della Zecca (l'attuale via Verdi). In pochi anni la rapida crescita nei consumi di tabacco rese necessario un incremento nella produzione: il Governo sabaudo decise quindi di commissionare all'architetto Benedetto Ferroggio la costruzione di un secondo stabilimento nel quartiere Regio Parco, nell'area abbandonata dell'antica residenza di caccia del Viboccone. I lavori terminarono nel 1768. Furono trasferiti nel nuovo stabilimento di Regio Parco i processi di triturazione del tabacco, mentre le altre fasi del ciclo produttivo continuarono a essere svolte nella vecchia sede.
Con i suoi seicento dipendenti (per la maggior parte donne), la Manifattura divenne nella prima metà dell'Ottocento la più importante realtà produttiva della città. Nel 1855 il Governo decise di unificare il processo produttivo in un singolo stabilimento, per aumentare la produttività e ridurre i costi di gestione: quasi tutte le lavorazioni vennero quindi spostate nella sede di Regio Parco, eccezion fatta per la fase finale di lavorazione dei sigari, che continuò a essere svolta nella sede di Via della Zecca fino alla fine del secolo.
Negli anni successivi all'Unità d'Italia la Manifattura visse un periodo di forte crescita, diventando in pochi anni la seconda manifattura del Regno per importanza. Nel 1875 contava ben 2500 addetti, tra operai e impiegati. Come in molte fabbriche del settore, la maggioranza della manodopera era costituita da donne: particolarmente importante era la figura della "sigaraia", ovvero l'addetta al confezionamento manuale dei sigari.

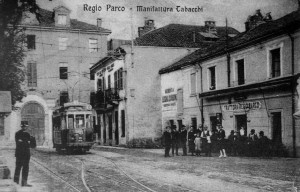
La Manifattura Tabacchi di Regio Parco, foto degli anni '20 del Novecento

Negli anni '80 dell'Ottocento alla produzione dei sigari e del trinciato da pipa si affiancò quella delle cosiddette "spagnolette", le attuali sigarette. L'innovazione di prodotto comportò una sostanziale innovazione anche nel processo produttivo: vennero introdotti nuovi macchinari per la realizzazione delle spagnolette, che andarono gradualmente a sostituire alcune lavorazioni manuali, provocando un lento ma continuo calo della manodopera impiegata.
Nel primo ventennio del Novecento, la fabbrica impiegava poco meno di 2000 operai. Nei decenni successivi si registrò una marcata contrazione della manodopera impiegata, soprattutto a causa del drastico calo nella domanda di sigari. Tra il 1921 e il 1926 il numero delle sigaraie si dimezzò quasi, passando da 1027 a 598 unità; rimase invece costante il numero degli addetti alla lavorazione delle sigarette. La crisi continuò per buona parte degli anni '30, fino a quando -- nel 1937 -- la fabbrica non si dotò di nuovi impianti e macchinari per aumentare la produzione di sigarette. La forte meccanizzazione del processo produttivo segnò definitivamente il passaggio da un tipo di lavorazione quasi artigianale, che richiedeva operai estremamente qualificati, a un lavoro di routine che poteva essere svolto da operai non qualificati.
Nel corso della seconda guerra mondiale, lo stabilimento fu gravemente danneggiato nel corso dei bombardamenti della RAF del 13 luglio 1943. I danni alle attrezzature e alle materie prime provocarono un forte rallentamento dell'attività produttiva negli ultimi anni della guerra.
Nel secondo dopoguerra la Manifattura venne totalmente restaurata e dotata di nuovi macchinari, nell'ambito del programma di ricostruzione industriale inaugurato dal Governo e dal Monopolio di Stato; i nuovi impianti consentirono di sostituire ulteriormente le operazioni manuali e riprendere le lavorazioni con un numero ancora inferiore di dipendenti. Dopo un effimero incremento della produzione, iniziò per la Manifattura una fase di crisi destinata a non risolversi. Nel 1960 furono chiusi i reparti di lavorazione del tranciato da pipa e dei sigari; rimase attiva solo la parte destinata alla lavorazione delle sigarette, che richiedeva poche centinaia di operai.
Lo stabilimento cessò definitivamente la propria attività produttiva il 19 marzo 1996.

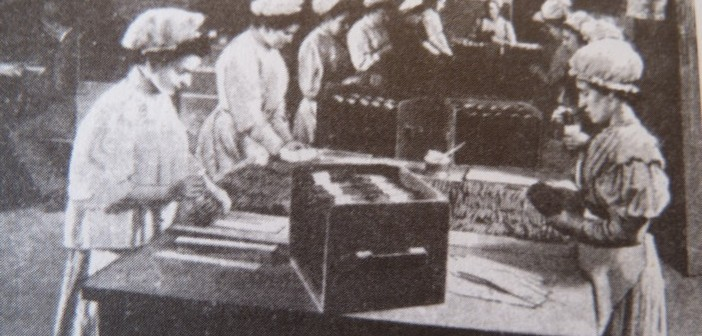
Sigaraie nello stabilimento di Regio Parco

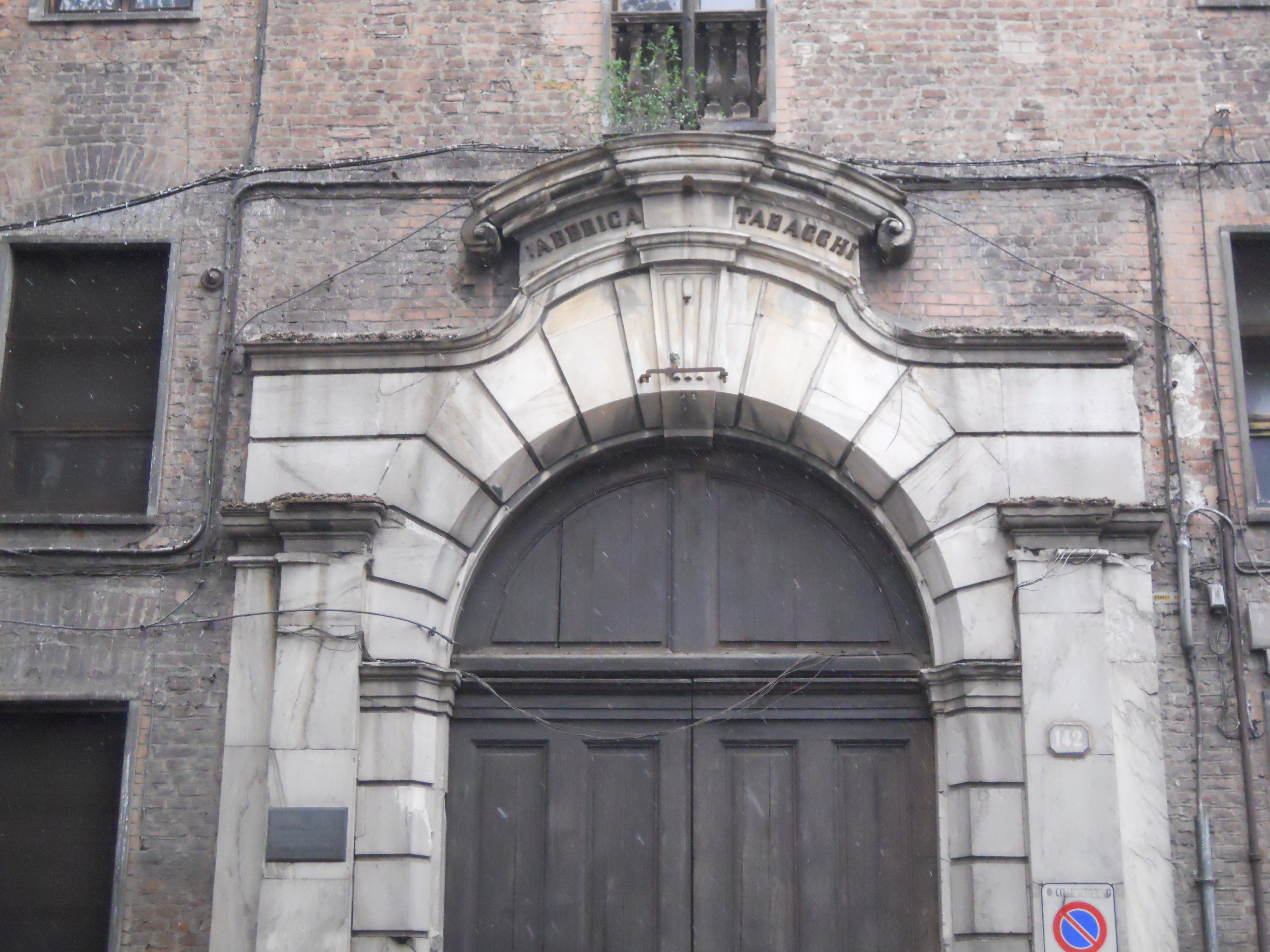
Portale d'ingresso della Manifattura Tabacchi

### Le sigaraie
All'interno della fabbrica, l'attività di produzione era svolta prevalentemente da donne. La componente maschile, minoritaria, si occupava prevalentemente della gestione e conduzione dei macchinari. Nel 1907, su un totale di 946 operai si contavano 793 donne; nel 1925, le operaie erano 1436, su un totale di 1706 operai. La prevalenza di manodopera femminile rimase una costante anche nei decenni successivi.
La figura predominante nell'opificio era senza dubbio quella della sigaraia o tabacchina, l'addetta al confezionamento dei sigari. Il lavoro della sigaraia era completamente manuale e altamente specializzato, quasi artigianale: richiedeva anni di formazione professionale, durante i quali le tirocinanti erano seguite da operaie più esperte (le maestre). La lavorazione avveniva in grandi stanzoni in cui le sigaraie, sedute le une accanto alle altre lungo banconi disposti in file parallele, assemblavano i sigari.
La componente femminile era sottoposta a una disciplina e a condizioni di lavoro più rigide rispetto ai lavoratori uomini. Alle operaie non era concessa alcuna pausa nel corso del lavoro, erano costrette a indossare costantemente una cuffia ed erano responsabili del mantenimento e del lavaggio dei propri abiti da lavoro. Il lavoro veniva pagato a cottimo, con un minimo di cottimo equivalente alla produzione di 800-900 sigari al giorno. Il lavoro delle sigaraie era sottoposto alla supervisione di un'articolata gerarchia di sorveglianti donne (le verificatrici, che controllavano la lavorazione; le controllatrici, che pesavano e contavano i sigari prodotti; le visitatrici, che perquisivano le operaie all'uscita per accertarsi che non venisse sottratto tabacco) e da capi laboratorio e capi reparto di sesso maschile. Il personale maschile era composto al contrario da lavoratori stabili con paga fissa e a tempo.
Oltre alle sigaraie, erano donne anche le addette alle fasi preliminari rispetto alla vera e propria produzione dei sigari (ovvero la selezione e il trattamento delle foglie di tabacco) e le cosiddette scrivane, impiegate in compiti di natura amministrativa.
La costante respirazione del tabacco e il contatto con vari tipi di colla incideva pesantemente sulla salute delle sigaraie, spesso colpite da malattie professionali di tipo respiratorio e da eczemi alle mani. Alle malattie strettamente professionali si aggiungeva l'elevato consumo di alcolici al di fuori della fabbrica, un'abitudine strettamente legata ai pesanti ritmi di lavoro che erano costrette a sopportare.
Le sigaraie si caratterizzarono per essere un nucleo estremamente compatto, con un forte senso di appartenenza e una spiccata solidarietà nei confronti delle lavoratrici meno esperte o meno veloci. Organizzarono e presero parte a numeroso agitazioni sindacali, rivendicando compattamente un miglioramento nelle condizioni retributive e di lavoro. Particolarmente rilevante fu lo sciopero generale del 9 maggio 1906 per la riduzione dell'orario di lavoro, che si protrasse per alcuni giorni.
Le sigaraie, spesso donne con un livello di emancipazione sopra la media, erano spesso ritratte come donne frivole e libertine nella retorica moralista e maschilista dell'epoca. Il solo fatto che frequentassero i caffè intorno allo stabilimento, solitamente riservati agli uomini, bastava per etichettarle come donne dalla dubbia reputazione. Questo giudizio negativo compare anche nei diversi canti popolari in cui sono citate, tra cui si ricorda Ste sigalere l'an propri nen 'd fortuna, dedicato proprio alle operaie della Manifattura.
Il Comune di Torino ha intitolato in data 13 ottobre 2023 una piazza all'angolo tra via Bologna e via Gottardo a tutte le lavoratrici del tabacco della Manifattura (le "tabacchine").

## L'edificio
Il nucleo originario dello stabilimento dell'ex Manifattura Tabacchi è costituito dal cinquecentesco Palazzo del Viboccone, costruito per ordine del duca Emanuele Filiberto intorno alla metà del secolo e inizialmente utilizzato come podere per l'allevamento. Nel 1580 il duca Carlo Emanuele (succeduto al padre Emanuele Filiberto) ne dispose la trasformazione in residenza di caccia, affidando al Moncalvo la decorazione delle sale con affreschi. L'edificio venne abbandonato a seguito dei gravi danni subiti nel corso dei due assedi francesi del 1640 e del 1706. Nel 1758 il Governo sabaudo scelse di realizzare il complesso industriale della Manifattura Tabacchi sulle rovine della residenza di caccia, affidando il progetto a Benedetto Ferroggio.
Nei primi anni del Novecento l'edificio ospitò anche -- oltre alla Manifattura Tabacchi -- un distaccamento della Guardia di Finanza e alcune officine per la lavorazione del legname. Inoltre vi furono allestiti diversi servizi per gli operai della Manifattura: mense, locali di svago (un cinema teatro, una sala da biliardo, un bar), un asilo nido e una scuola elementare per i figli dei dipendenti. Un raccordo ferroviario permetteva infine l'ingresso dei vagoni merci carichi di materie prime direttamente dentro lo stabilimento.
Oggi ospita una parte degli uffici dell'Università di Torino.